# Alytaus miesto centrinis stadionas
Alytaus miesto savivaldybės stadionas eller Centrinis stadionas är ett fotbollsarena i Alytus i Litauen. Den är hemmaarena för DFK Dainava och tidigare FK Dainava (2011–2014), FK Alytis, FK Vidzgiris.

## Fotbollsarenan
Alytaus miesto savivaldybės stadionas byggdes 1924 (Dzūkų stadionas). 
Stadion är den främsta utomhus rekreation, underhållning och idrottsplats i staden Alytus, med en kapacitet på 3 748 åskådare. 
Stadion är hem för träning och hemmamatcher för DFK Dainava fotbollslag, friidrott och andra sporter.

## Övrigt
- Kapacitet: 3 748.[1]
- Publikrekord: (?)
- Spelplan: 105 x 68 m.
- Underlag: Gräs.
- Belysning: (+)
- Byggnadsår: 1924 m.
- Total byggkostnad: (?)